# Tricholome de Josserand
Tricholoma josserandii
Espèce
Synonymes
- Tricholoma sudum (Fries) Joss., 1959[2],[1],[3]
- Tricholoma groanense Viola, 1959[4],[5],[3],[6],[7]
- Tricholoma cimicinum Ferri, 1939[4],[6],[8]

Tricholoma josserandii, le Tricholome de Josserand (également nommé « Tricholome faux-prétentieux ») est une espèce de champignons Basidiomycètes du genre Tricholoma. Cette espèce européenne occidentale est décrite à de multiples reprises en 1939 et 1959 depuis l'Italie et en 1959 et 1975 depuis la France. L'histoire retient la dénomination de Marcel Bon de 1975, Tricholoma josserandii, au grand dam des Italiens qui lui préféraient celle de Severino Viola de 1959, Tricholoma groanense. Il s'agit d'un champignon toxique dont la morphologie et le biotope peuvent prêter à confusion avec d'autres Tricholomes gris ressemblants, notamment les comestibles Tricholoma portentosum, le Tricholome prétentieux, et Tricholoma terreum, le Petit-gris. Il s'en distingue par sa cuticule lisse, l'absence de reflets jaunes dans ses lamelles et son pied ainsi que par la présence de rose à l'extrémité de ce dernier. Leur confusion est à l'origine d'intoxications individuelles et collectives se traduisant par de graves gastro-entérites nécessitant rarement une hospitalisation.

## Taxonomie
L'histoire taxonomique de cette espèce est mouvementée ; elle se déroule en Italie et en France de la fin des années 1950 au début des années 1980.
En 1959, en Italie, après un empoisonnement avec des Tricholomes atypiques récoltés dans le Groane, une zone boisée de Lombardie, des mycologues Milanais contactent le mycologue Italien Severino Viola qui fait la diagnose de leurs spécimens et confirme la présence d'une espèce nouvelle en la baptisant Tricholoma groanense. Il rappelle par ailleurs l'existence d'un cas similaire datant de 1939 et connu sous le nom provisoire de Tricholoma cimicinum,. 
À cette même date, en France, le mycologue Lyonnais Marcel Josserand décrit sous le nom Tricholoma sudum une espèce toxique récoltée dans les Monts du Lyonnais et proche de T. portentosum. T. sudum est un nom issu de l'interprétation d'une description du suédois Elias Magnus Fries ; nom maintes fois interprété par Lucien Quélet, Giacomo Bresadola, Jakob Emanuel Lange ou Adalbert Ricken avec des variations trop importantes pour pouvoir désigner des espèces identiques. Tant et si bien qu'il mène à de nombreuses confusions. En 1977, il démontre sa synonymie avec T. groanense et indique clairement sa préférence pour ce nom,.
En 1975, en France, le mycologue Picard Marcel Bon publie une diagnose de cette espèce sous le nom Tricholoma josserandii afin de corriger l’ambiguïté du nom de Josserand et de rappeler son antériorité tout en mettant en valeur sa propre définition de Tricholoma sudum. De plus, il passe outre la description italienne de T. groanense, arguant du fait que le code international de nomenclature botanique impose depuis 1958, en plus de la description latine, la désignation d'un type, c'est-à-dire d'un échantillon séché et conservé. Ce que l'Italien Viola a omis lors de sa description en 1959, la rendant de fait légalement invalide. 
Durant les années suivantes, les mycologues Italiens tentent vainement de réhabiliter leur nom, parfois avec véhémence,,. Le mycologue suisse italophone Alfredo Riva déclare d'ailleurs dans sa monographie sur les Tricholomes de 1988: 

« Peut-être que les amis d'Italie qui continuent d'utiliser l'épithète groanense, comprendront à peine que Marcel Bon n'était que légèrement chauvin en attribuant au champignon né dans le Groane lombard, le nom de son collègue français. Les règles du Code international de nomenclature botanique lui donnent raison même si la date du 29.11.1958, qui paraphe le manuscrit, aurait dû le faire réfléchir. Josserand aussi, dans la réédition de son ouvrage « Descriptions des champignons supérieurs », est favorable au maintien du terme groanense en l'honneur de Viola. »

En 2021, l'INPN retient le nom choisit par Marcel Bon, Tricholoma josserandii, tandis que les Italiens semblent s'être résignés,. Cependant, certains référentiels taxonomiques tels qu'Index Fungorum et MycoBank reconnaissent également la validité de Tricholoma groanense et paraissent ne pas avoir encore statué définitivement sur le sort de ce taxon.

## Description
Le Tricholome de Josserand est représenté par des sporophores de taille moyenne au chapeau de 50 à 70 mm de diamètre (plus rarement de 30 à 80 mm) , conique à campanulé s'étalant avec l'âge mais conservant un mamelon central. Il peut parfois être difforme et bosselé. Sa cuticule, lisse,  glabre et lubrifiée, est légèrement fibrilleuse ou vergétée sur une marge irrégulière qui peut se fendre l'âge venant. Sa couleur générale tire sur le gris cendré, parfois le blanchâtre, avec un disque central plus clair ou plus foncé. Les lamelles sont échancrées, peu serrées, blanches, sans traces de jaune. Le pied, blanc sale, élancé et radicant, s'amincit petit à petit pour se tordre à l'extrémité. Il se teinte parfois de rose sur sa pointe. La chair est d'un blanc immuable et sent la farine rance ou, selon les sensibilités, la punaise et a un goût légèrement amère rappelant la betterave,,.
Les spores de cette espèce mesurent de 6 à 8 μm de long pour 5 à 5,5 μm de large et sont portées par quatre par des basides à la morphologie banale. La trame des hyphes est classique et ne présente pas de boucles et le pileus présente une couche pseudo-parenchymatique nette,,.

Tricholoma josserandii, le Tricholome de Josserand (Haute-Loire, France)
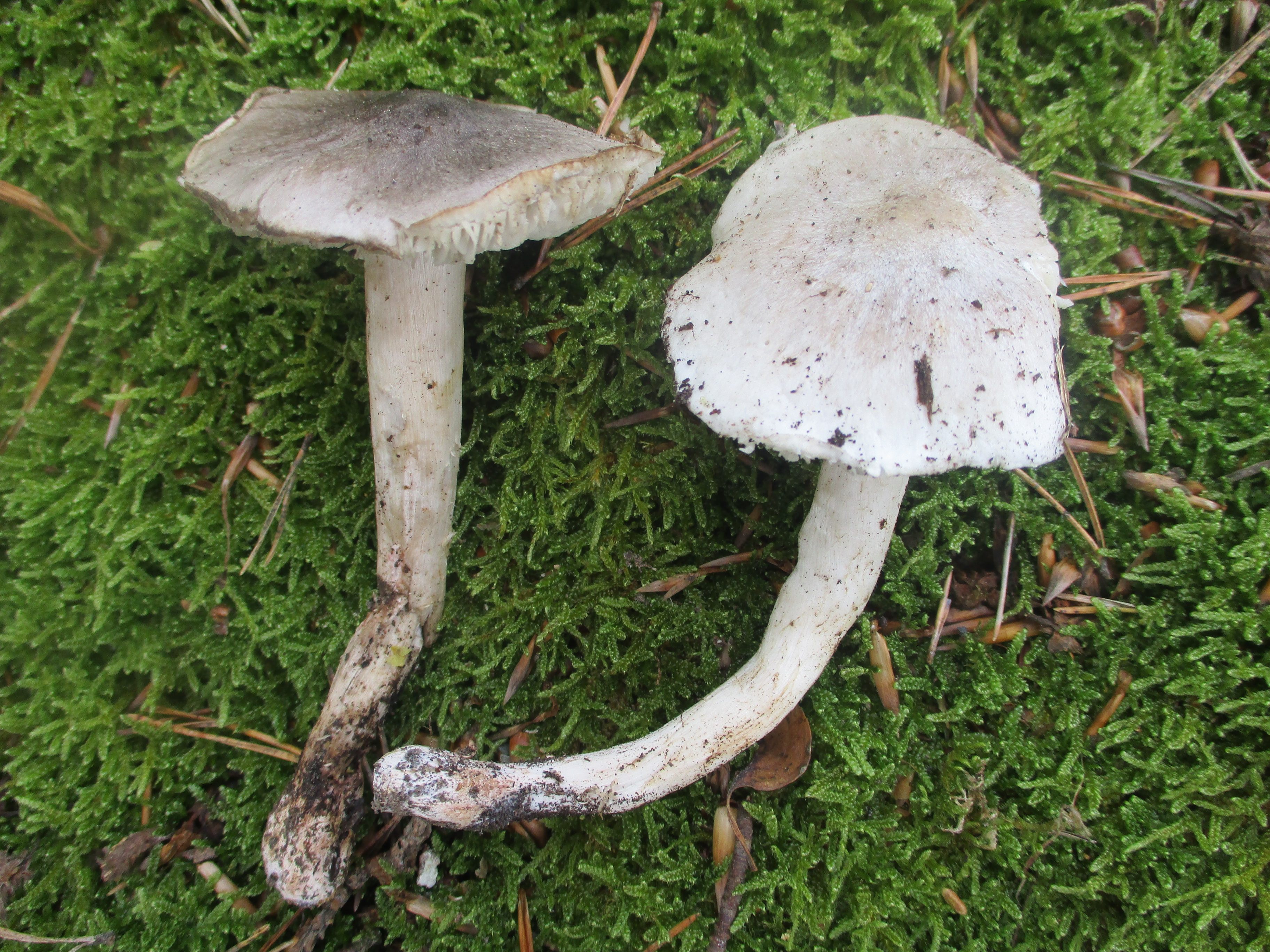
Formes au chapeau gris cendré et blanche*
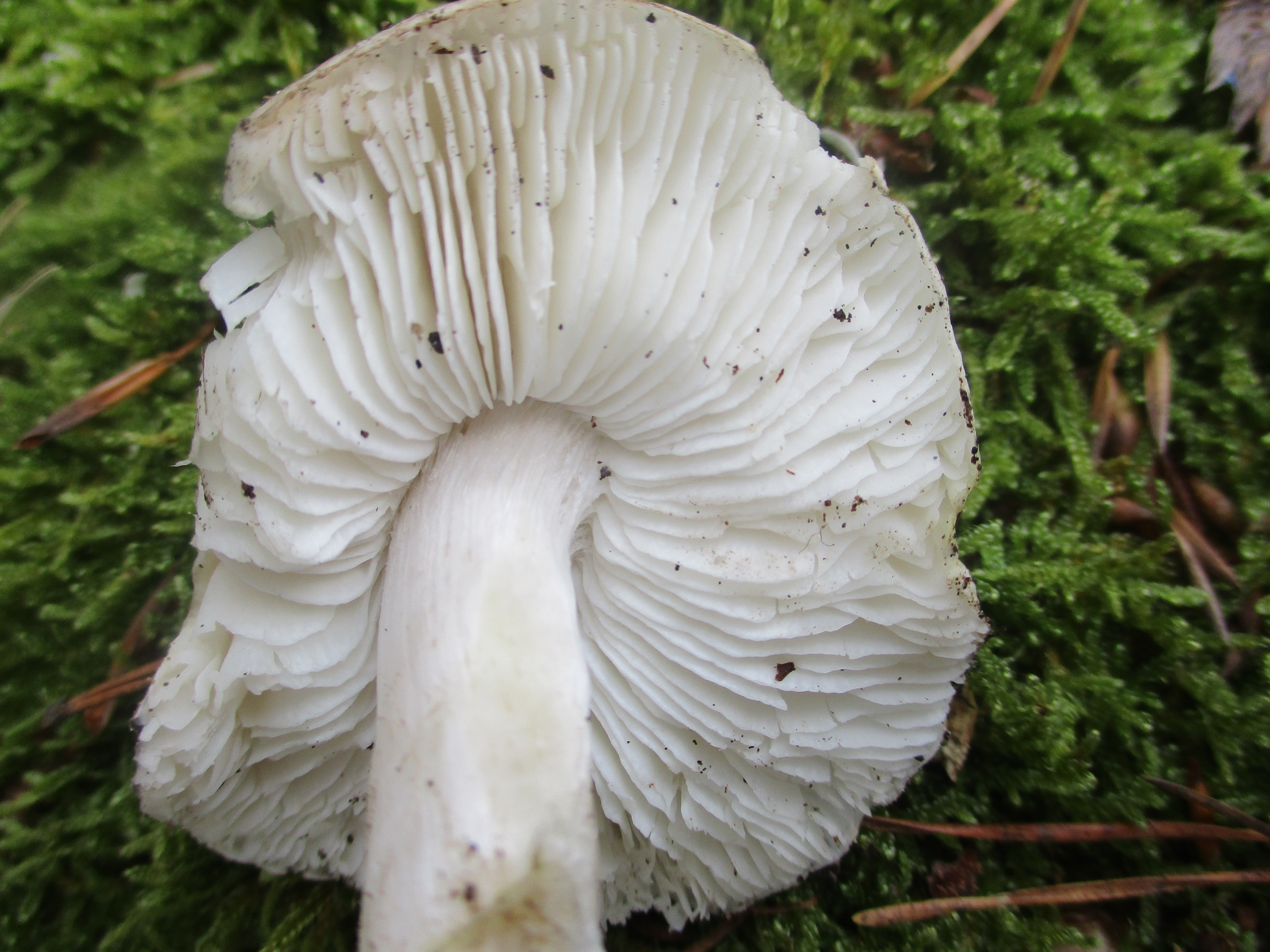
lames échancrées
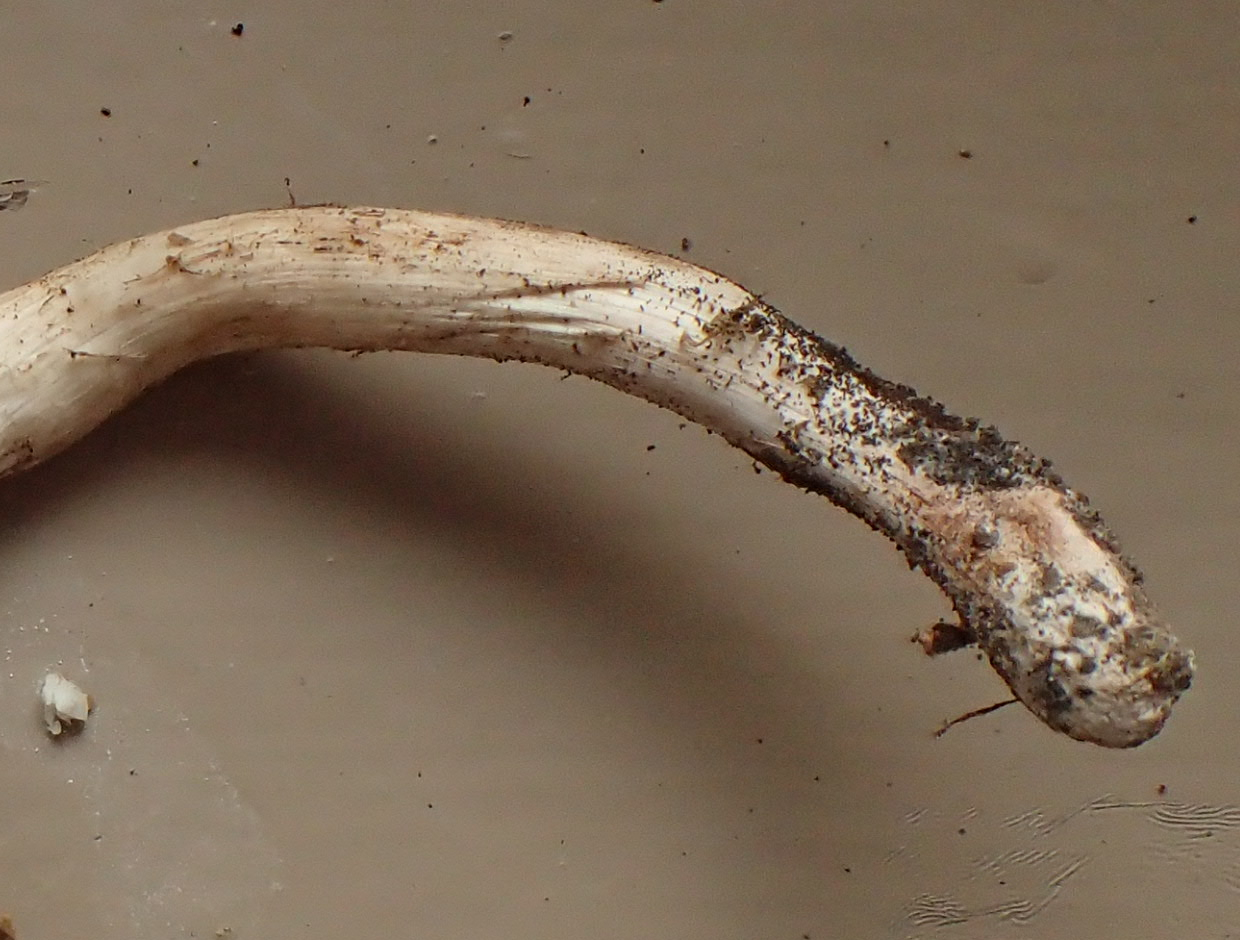
Pied coloré de rose
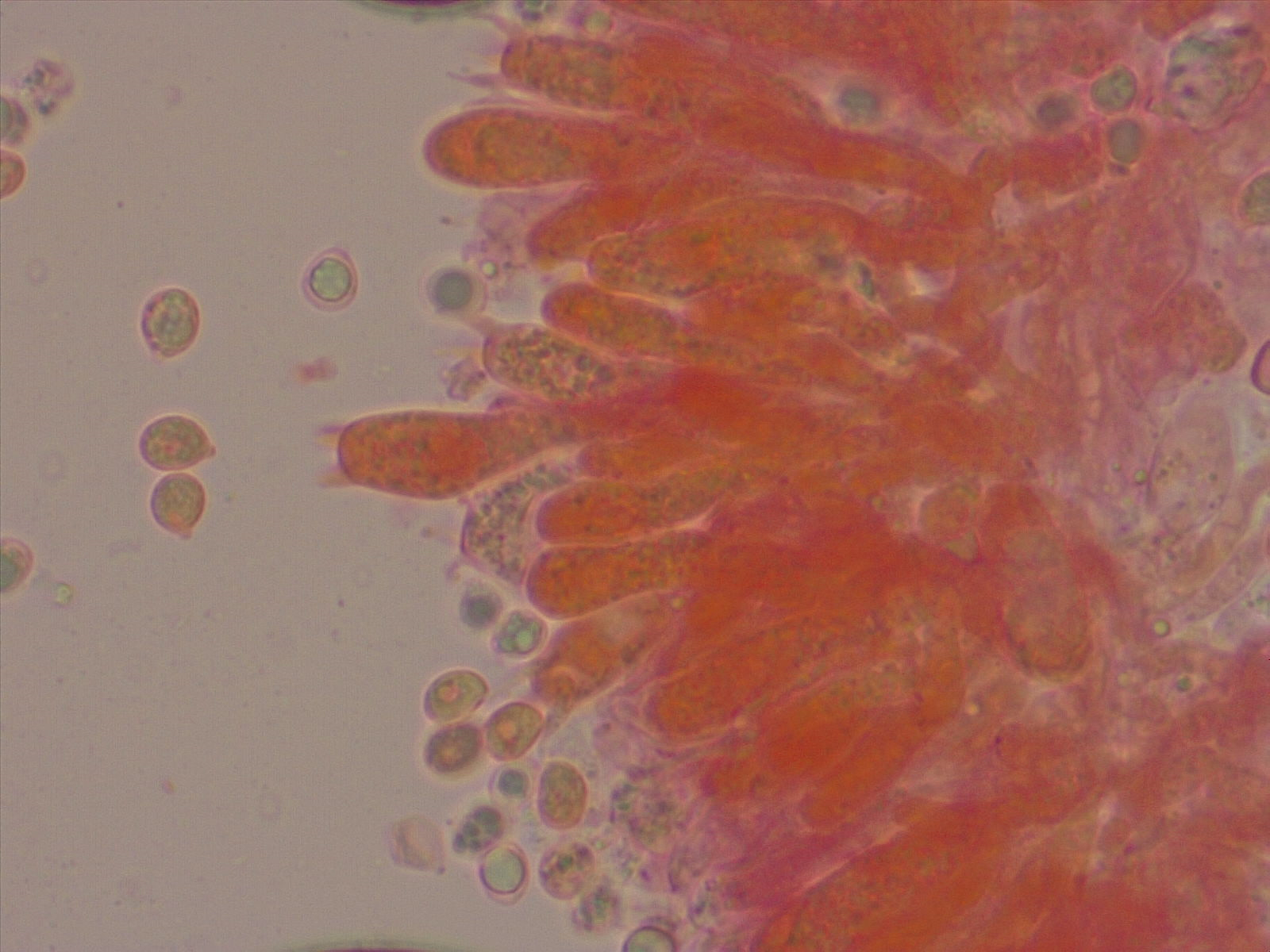
Basides et spores

## Confusions possibles

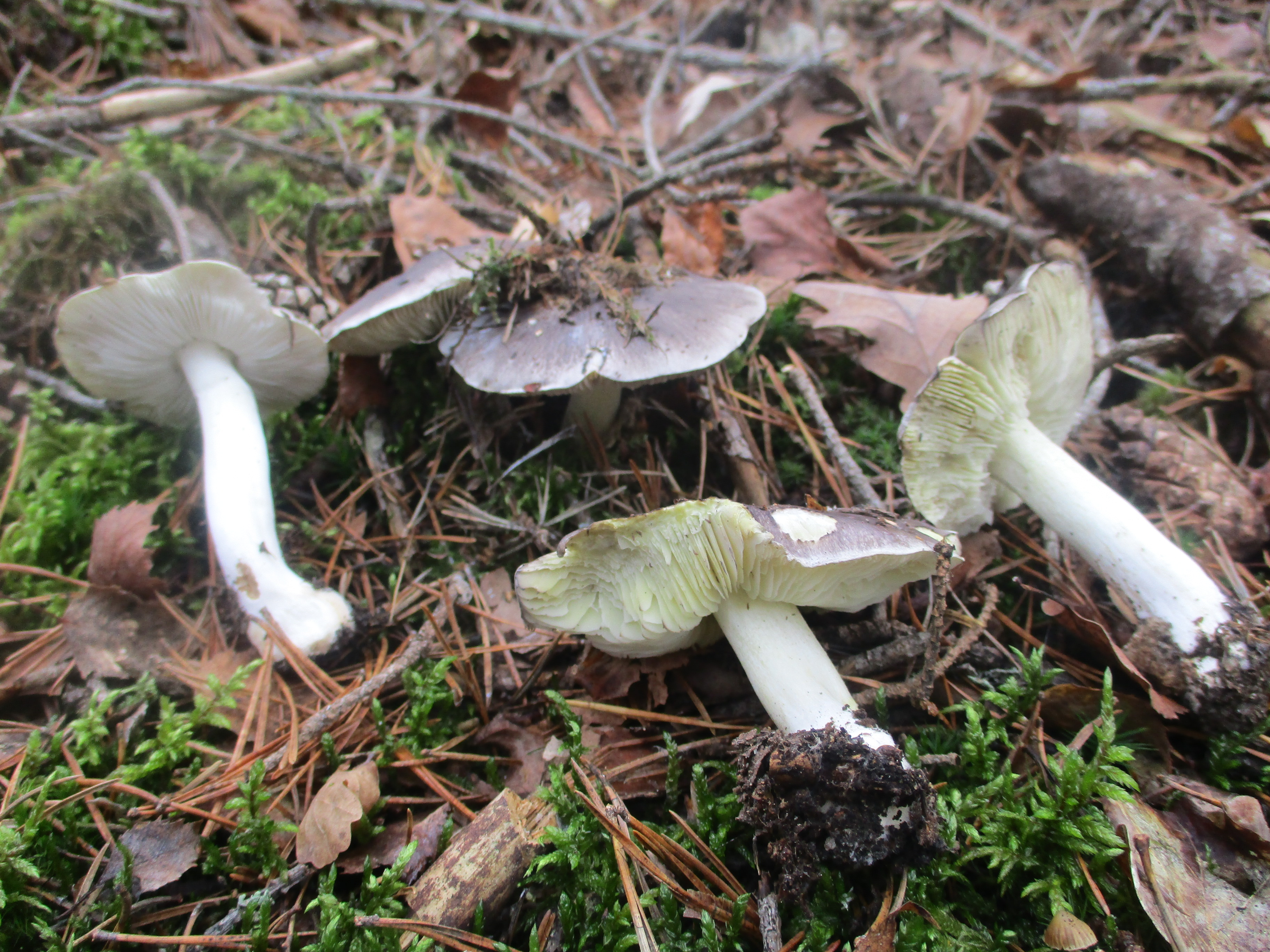
Tricholoma portentosum, espèce comestible proche aux lamelles et pied jaunissant.

Le nombre d'espèces de Tricholomes gris ressemblant est important et leur détermination complexe. Cependant, la distinction de T. josserandii est cruciale lors de la récolte des champignons comestibles Tricholome prétentieux et Petit gris. Pour le premier, le Tricholome de Josserand s'en distingue par sa cuticule lisse et difficilement pelable, l'absence de reflets jaunes dans les lamelles et le pied et son odeur de farine rance. Quant au Petit-gris, les critères de T. josserandii qui permettront de le discriminer sont une cuticule lisse, la présence de rose à l'extrémité du pied et son odeur caractéristique,. Sans que ce soit une règle absolue, les poussées du Tricholome de Josserand semblent avoir une quinzaine de jours d'avance sur celles du Tricholome prétentieux,.
En Amérique du Nord, il existe une espèce très proche de T. josserandii décrite depuis la Californie et nommée Tricholoma mutabile. Elle ne se distingue pas par microscopie mais uniquement par sa cuticule plus noire à maturité. Une autre espèce appartient à ce groupe de Tricholomes très ressemblants, il s'agit de Tricholoma marquettense, décrite depuis le Michigan. Elle se différencie de sa consœur américaine par sa cuticule également moins sombre et par la base de son pied rosissant.

## Écologie et distribution
Le Tricholome de Josserand est décrit à partir de récoltes issues de forêts de conifères des Monts du Lyonnais. Il est associé au Pin sylvestre, au Sapin pectiné et plus rarement au Cèdre. Ses poussées, assez fidèles, se produisent en fin d'automne, d'octobre à novembre, par petit groupes clairsemés d'une dizaine d'individus. En France cette espèce est également présente dans le Beaujolais, en Isère et en Haute-Loire ainsi que dans la région du Mans,. Elle est aussi présente en Espagne. En Italie, T. josserandii est particulièrement bien représenté dans les provinces de Coni et de Savone. Il semble y avoir une corrélation entre les zones de présence du Tricholome de Josserand et les régions où le Tricholome prétentieux est traditionnellement ignoré ; à l'inverse des zones où le premier est absent ou peu présent qui sont des régions où le deuxième est massivement récolté et consommé.

## Toxicité
Pour un article plus général, voir Intoxication aux champignons.
De nombreux cas d'intoxications par confusion avec le Tricholome prétentieux sont répertoriés dans la littérature médicale et mycologique : plusieurs dans le Nord de l'Italie, ainsi que de nombreux dans le Rhône et la Loire durant les années 1950, deux dans les Landes, un en Haute-Loire en 1998 et un autre concernant 18 personnes dans un restaurant de Durango en Espagne en 2010. 
Ce champignon toxique provoque des troubles gastro-intestinaux se caractérisant par des nausées, des douleurs abdominales, des diarrhées et des vomissements. En cas de déshydratation sévère, une hospitalisation est parfois envisageable, mais dans la majorité des cas, les symptômes ne sont pas extrêmement graves et ne nécessitent pas de passage en hôpital. Cette intoxication est beaucoup moins grave que celle causée par Tricholoma pardinum,,,.